# Concordia »V«: »Alte Garde Lenins«
Concordia »V«: »Alte Garde Lenins« war ein deutscher Geheimsender im Deutsch-Sowjetischen Krieg, der schwarze Zersetzungspropaganda gegen die Sowjetunion betrieb.

## Allgemein
Er sendete ab dem 29. Juni 1941 auf zwei Kurzwellen. Er gab vor, von alten Leninisten betrieben zu werden, die sich irgendwo hinter der Front hin und her bewegten.
Er rief zum Sturz Stalins auf, der die Grundideen des Marxismus-Leninismus verraten habe und ihn durch ein leninistisches Führungskollektiv zu ersetzen und propagierte einen zweiten Friedensvertrag von Brest-Litowsk.
Die Einleitung war ein sowjetischer Marsch oder Lied, die Ansage: „Towarischtschi bojzy, kommandiry, komissary i politrabotniki Krassnoj Armiki i Flota...“, Ausklang war ein russischer Chor der Die Internationale sang.
Die Prawda warnte davor die Meldungen des Geheimsenders in der Öffentlichkeit zu verbreiten. Ende 1943 spielten die Sowjetunion der schwedischen Presse Abhörberichte zu, die ihn als deutsche Station demaskierten.

## Organisation
Die Sendetexte formulierte der Sonderstab R (Russland) unter Leitung von Ministerialrat Taubert in Abstimmung mit der Abteilung Wehrmachtpropaganda des OKW (Oberleutnant Martin). Leiter bis Sommer 1942 war Karl I. Albrecht.
Es wurden ehemalige deutsche und kriegsgefangene russische Kommunisten aus dem Sonderlager in Berlin-Wuhlheide zur Mitarbeit herangezogen. Darunter Ernst Torgler.